# Фјера ди Витербо (Витербо)
Фјера ди Витербо (итал. Fiera di Viterbo) је насеље у Италији у округу Витербо, региону Лацио.
Према процени из 2011. у насељу је живело 19 становника. Насеље се налази на надморској висини од 313 м.